# 细齿南星
细齿南星（学名：Arisaema serratum）为天南星科天南星属的植物。分布在日本及中国陕西等地。